# Albalate de las Nogueras
Albalate de las Nogueras è un comune spagnolo di 272 abitanti situato nella comunità autonoma di Castiglia-La Mancia.